# Antillobisium vachoni
Antillobisium vachoni es una especie de arácnido del orden Pseudoscorpionida de la familia Bochicidae.

## Distribución geográfica
Se encuentra en Cuba.